# Камнев, Павел Иванович
Па́вел Ива́нович Ка́мнев (14 ноября 1937, Махачкала, Дагестанская АССР — 9 января 2023, Екатеринбург) — советский и российский конструктор в области ракетостроения, доктор технических наук, профессор. Научный руководитель акционерного общества «Концерн воздушно-космической обороны „Алмаз-Антей”». Председатель совета директоров акционерного общества «Опытное конструкторское бюро „Новатор“».  Генеральный директор — генеральный конструктор акционерного общества «Опытное конструкторское бюро „Новатор“» (1996—2017). Герой Труда Российской Федерации (2016). Дважды лауреат Государственной премии Российской Федерации (1997, 2006).

## Биография
Родился 14 ноября 1937 года в городе Махачкала, Дагестанская Автономная Советская Социалистическая Республика. С золотой медалью окончил среднюю школу. В 1961 году с отличием окончил Московский авиационный институт.
С 1960 года — инженер-расчётчик на Машиностроительном заводе имени М. И. Калинина в Свердловске. В 1964 году перешёл в Свердловское машиностроительное конструкторское бюро «Новатор» Машиностроительного завода имени М. И. Калинина, где работал в разные годы инженером, руководителем группы, начальником конструкторского бюро, заместителем начальника конструкторского отдела, заместителем главного конструктора.
В 1991 году стал первым заместителем главного конструктора, а в 1996 году — генеральным директором — генеральным конструктором самостоятельного предприятия «Опытное конструкторское бюро „Новатор“». 
В 2004 году Камневу присвоена научная степень доктора технических наук.
С апреля 2017 года — научный руководитель акционерного общества «Концерн ВКО „Алмаз-Антей“».
Крупный учёный в области ракетостроения. Принимал активное участие в разработке многих ракетных комплексов, осуществлял научно-техническое руководство важнейшими работами по созданию и модернизации десятков образцов ракетного вооружения различных классов для сухопутных войск, ВМФ, ВВС, для систем противоракетной и противовоздушной обороны страны. Под его руководством выполнены многие научно-исследовательские и опытно-конструкторские работы по вопросам развития традиционных видов вооружения и по созданию новых типов ракет.
Жил и работал в Екатеринбурге.
Скончался 9 января 2023 года на 86-м году жизни в Екатеринбурге. Похоронен на Северном кладбище.

## Награды
- Герой Труда Российской Федерации (Указ Президента Российской Федерации от 21 апреля 2016 года) — за особые трудовые заслуги перед государством и народом[7];
- Орден «За заслуги перед Отечеством» IV степени (19 ноября 2007)[4][6];
- Орден «Знак Почёта» (26 мая 1981)[4][6];
- Медали, в том числе:
  - медаль «Ветеран труда» (1979)[4]
  - юбилейная медаль «300 лет Российскому флоту» (1996)[4]
  - медаль «Адмирал Горшков» (2006)[4]
- Почётный гражданин Свердловской области[14][7]
- Лауреат Государственной премии Российской Федерации (1997, 2006)[6][7]
- Лауреат Государственной премии Российской Федерации имени Маршала Советского Союза Г. К. Жукова в области создания вооружения и военной техники (2016)[15]
- Почётный гражданин Екатеринбурга (2016)[16]
- Знак отличия «За заслуги перед Свердловской областью» II степени (8 сентября 2017) — за выдающиеся достижения в сфере экономического развития Свердловской области[17][16].